# Harte Kirke
Harte kirke er bygget i slutningen af 1100-tallet i romansk stil.Som mange kirker fra denne tid er fundamentet lavet af tilhuggede granitblokke. Kirken ligger på toppen af en bakke på den sydlige side af Kolding Ådal og har været ombygget og restaureret flere gang.

## Historie
Selve indgangspartiet er fra 14-1500 tallet og har en overliggende tympanon i portalen, der er udsmykket med udhuggede kors og våbenhuset. Tårnet er fra samme periode. Tårnrummet, tjente fra 1753 til 1844 som gravkapel for Geheimeråd Lieth og hans familie på Vranderupgaard. De ejede kirken på denne tid. Tårnrummet, er det yngste rum og blev udvidet i 1844.
Tårnet var oprindeligt højere. Det har fået sin nuværende højde ved en af de ombygninger, som er foretaget i årene: 1725/ 1752 / 1875. I tårnet, hænger én stor klokke, og fra møntaftryk i klokken, kan den dateres til omkring 1400-tallet. I 1976 er klokkens ophæng fornyet, og ringningen er i dag automatisk. I kirken, over tårnhvælvingerne hænger noget kraftigt tømmer, som menes at stamme fra det saltværk, som Dronning Dorothea startede. Hun arrangerede også at Koldinghus fik rindende vand gennem trækanaler fra Harte.
Alteret har ikke flyttet sig fra det sted, hvor det blev opstillet i 1618. Det blev skænket til kirken af Eggert Abildgaard og hans hustru Mette Juel. Disse 2 familiers våbenskjolde kan ses øverst på altret. Alteret har 5 billeder. De to øverste billeder i midten er Kristi Opstandelse og Kristi Himmelfart. Nedenunder er Kristus med korset på vejen til Golgata og Kristus på korset. Midterbilledet har sandsynligvis forestillet Den store Nadver, men dette maleri kunne ved kirkens store restaurering i 1976, ikke reddes, og i stedet skrev man med moderne skrift en sætning fra Johs. Kap. 3 v. 16-17: " Thi således elskede gud verden,at han gav sin søn den enbårne, for at enhver, som tror på ham, ikke skal fortabes, men have evigt liv. Thi gud sendte ikke sin søn til verden for at dømme verden, men for at verden skal frelses ved ham." Nederst på altret står Fader Vor, skrevet på det daværende sprog og med den daværende skrivemåde 1618.
Døbefonten er af granit og man regner med den er fra fra kirkens tidligste tid.
På sydvæggen er opsat en tavle over kirkens præster siden reformationen. På tavlen står navnet Niels Gudme Blicher, en slægtning til den kendte forfatter og præst, Steen Steensen Blicher.
Kirkeskibet er det barkriggede handelsskib Norge. Det blev skænket af overlæge Frans Djørup, Kolding Sygehus. Han havde på en rekreationsrejse til Norge haft så gode resultater, at han i taknemmelighed opkaldte skibet efter landet. Orglet er fra 1981, det har 11 stemmer, 2 manualer og tremulant. 4 stemmer er flytbare, hvilket giver orglet flere musikalske muligheder og det blev lavet af Bruhn og Søn i Rødekro.
Ved kirken er der udsigt ud over Kolding ådal, og her stod den norske general Olaf Rye den 23. april 1849 og fulgte sine soldaters kamp i Slaget ved Kolding. I dette slag døde mange soldater og ved kirken er der opstillet en mindesten over tre soldater.
I kirkegårdens nordlige del, er der en mindesten over fire arbejdere, som forulykkede på den nærliggende Stallerup sø. De arbejdede med anlæggelsen af Harteværket og stenen er rejst af deres kammerater.